# Райт, Люк Эдвард
Люк Эдвард Райт (англ. Luke Edward Wright; 29 августа 1846 — 17 ноября 1922, Мемфис) — американский политик, военный министр США.
Родился в Джайлс, штат Теннесси. Вместе с семьей переехал в Мемфис в 1850 году. Обучался в государственной школе. Потом присоединился к вооруженным силам Конфедерации Штатов Америки. Занимал пост генерал-губернатора Филиппин.
В кабинете президента США Теодора Рузвельта занял пост военного министра.